# Tavaszi lednek
A tavaszi lednek (Lathyrus vernus) a hüvelyesek (Fabales) rendjébe, ezen belül a pillangósvirágúak (Fabaceae) családjába tartozó faj.

## Előfordulása
A tavaszi lednek csaknem egész Európában megtalálható. Ázsia mérsékelt övi részein is fellelhető. E növényfaj előfordul a Bükk-vidéken.

## Megjelenése
A tavaszi lednek 30–40 centiméter magas, évelő növény. Szára felálló, négyszögletes, nem ágazik el, tövén allevelek vannak. Levelei párosan szárnyaltak, 2–4 pár tojásdad-lándzsás, erősen kihegyezett csúcsú levélkével, melyek 3–7 centiméter hosszúak és 1–3 centiméter szélesek, fűzöld színűek, fonákjukon fényesek. A levélgerinc szálkahegyben végződik, kacsok nélkül. A virágok levélhónalji fürtökben hármasával–nyolcasával nyílnak, bíborpirosak, majd ibolyaszínűek, később kékké, végül fehérré vagy rózsaszínűvé változnak. A virágzati fellevelek lándzsa alakúak.

## Életmódja
A tavaszi lednek nyirkos, sziklás és mészkerülő lomberdők, cserjések lakója. A virágzási ideje március–május között van.

## Képek

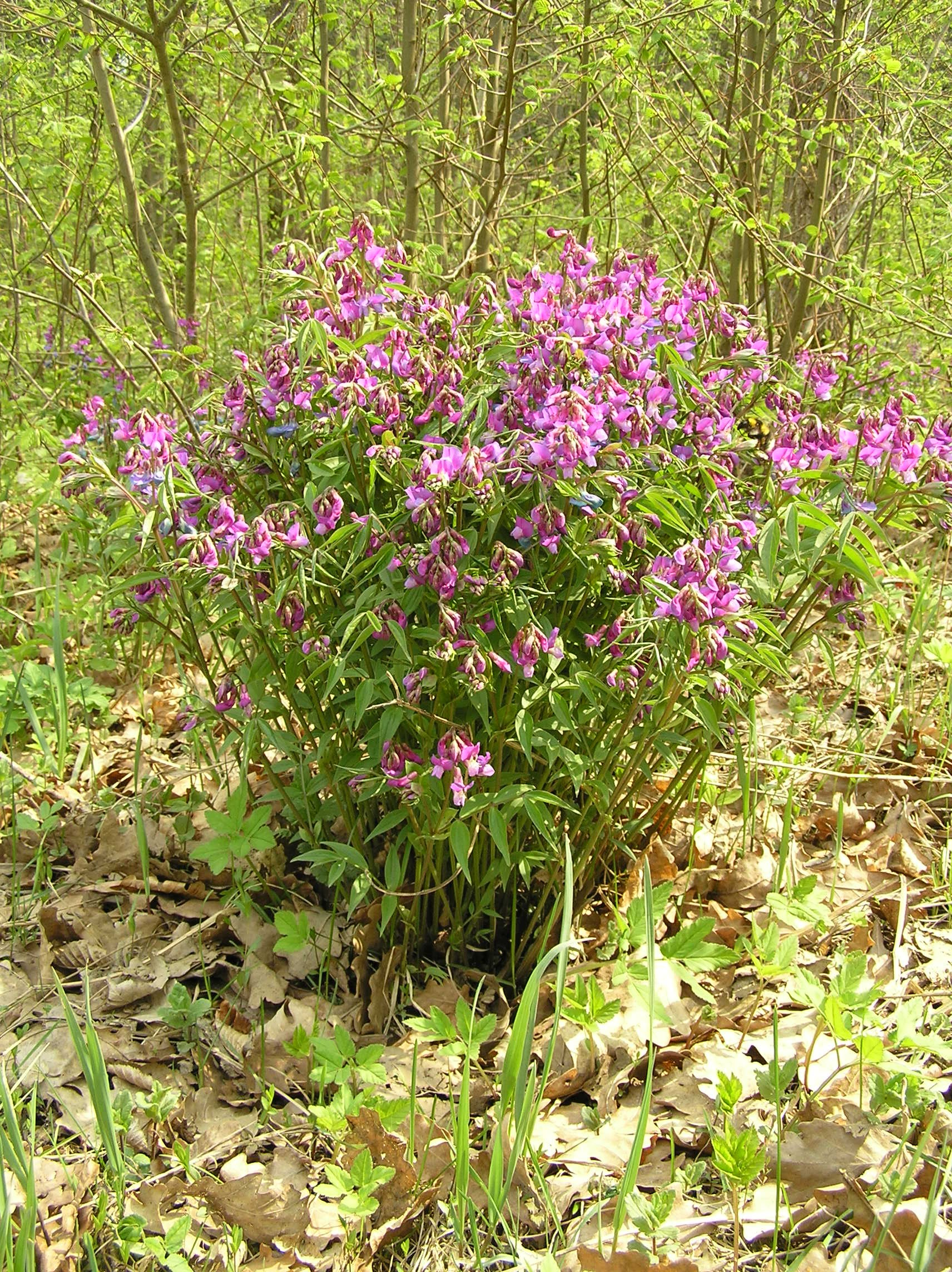
A természetes
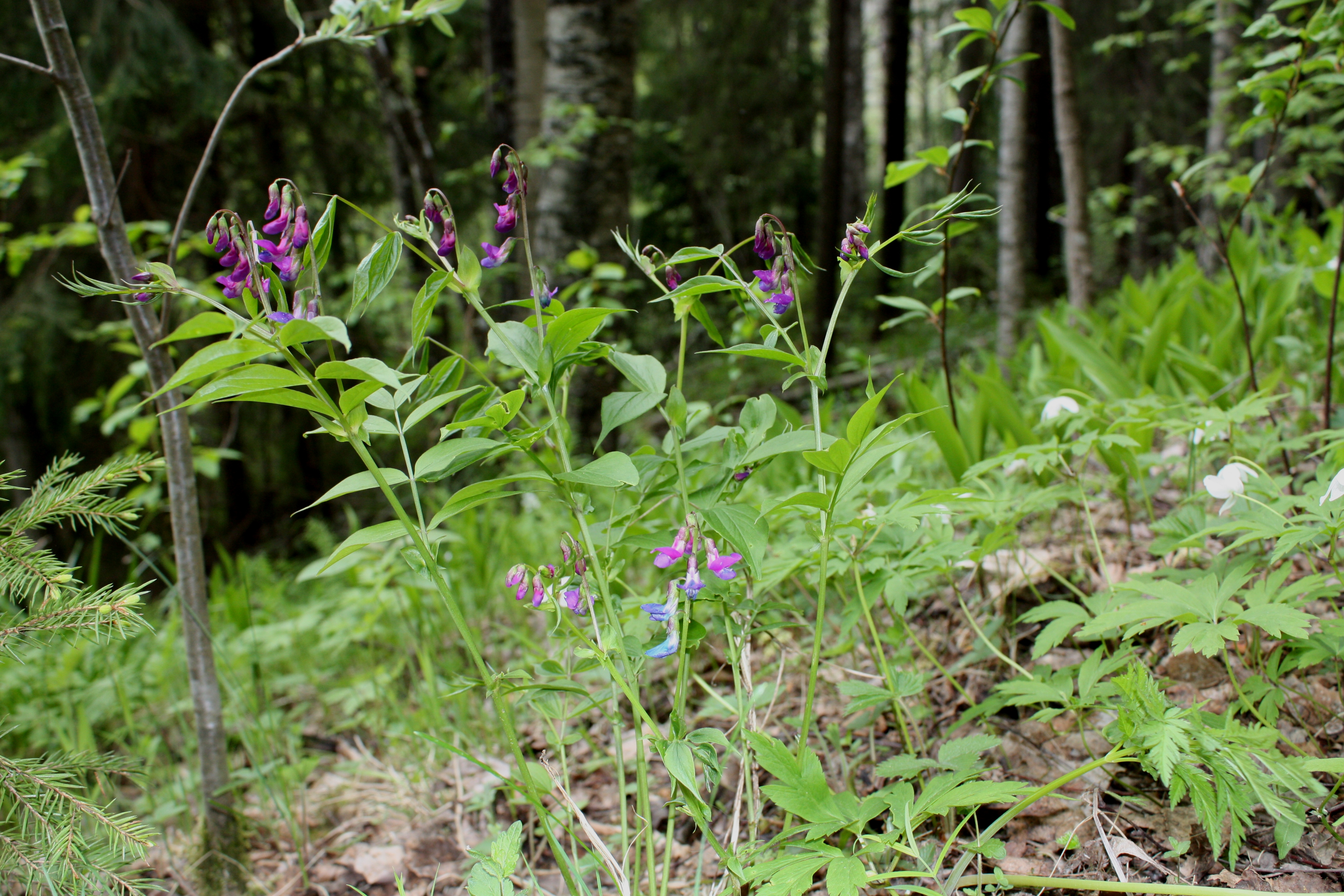
élőhelyén
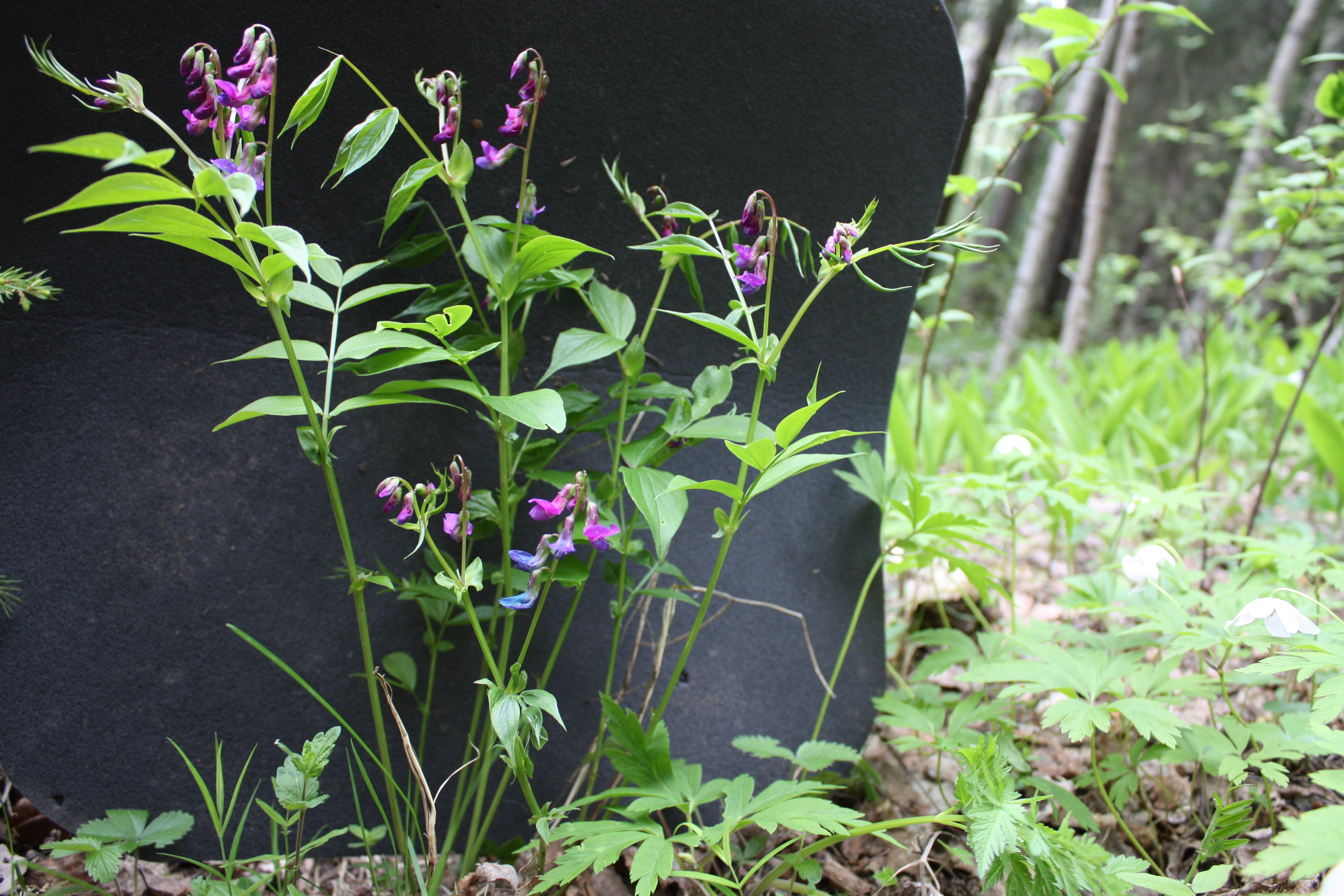
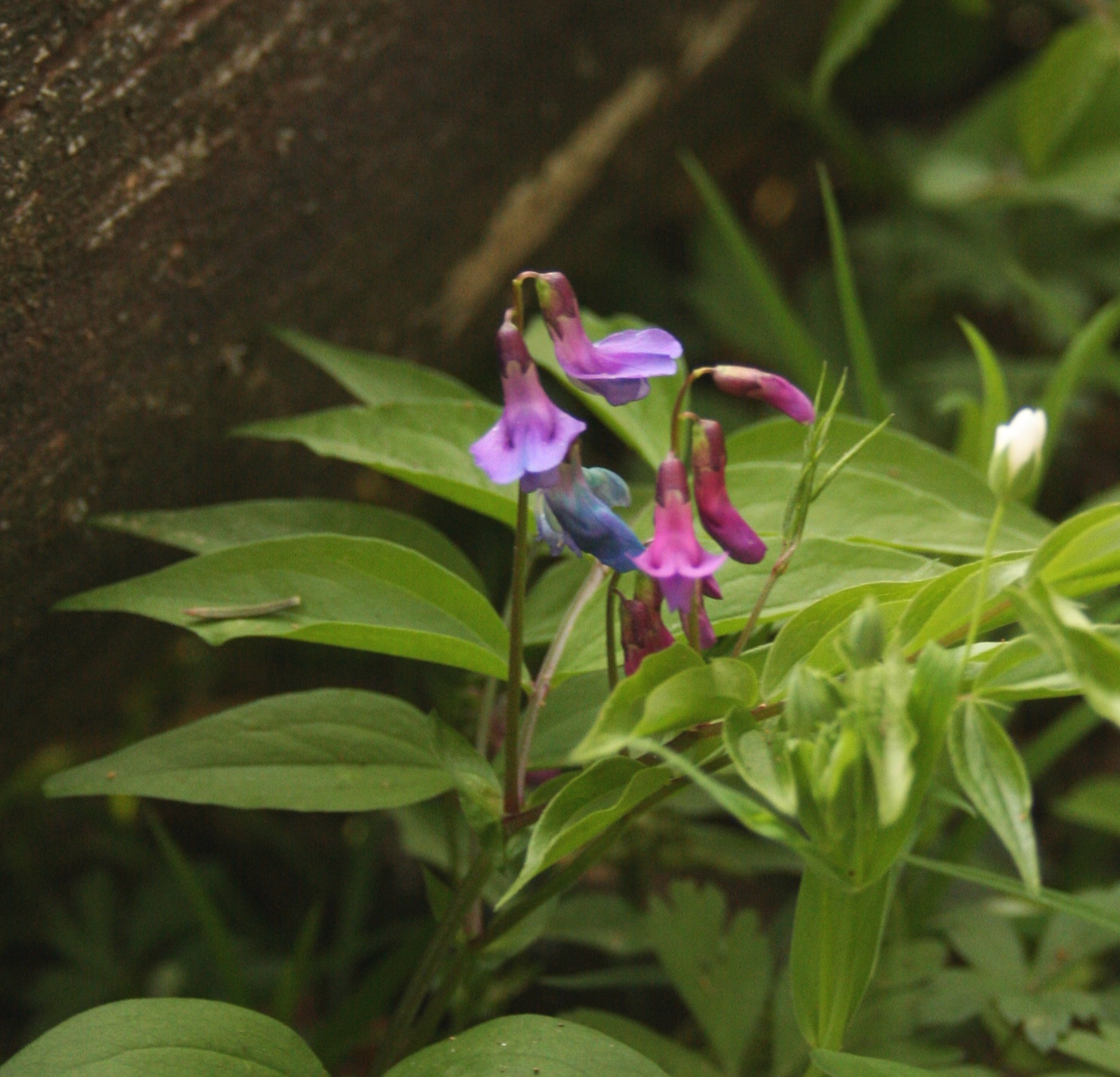
A növény
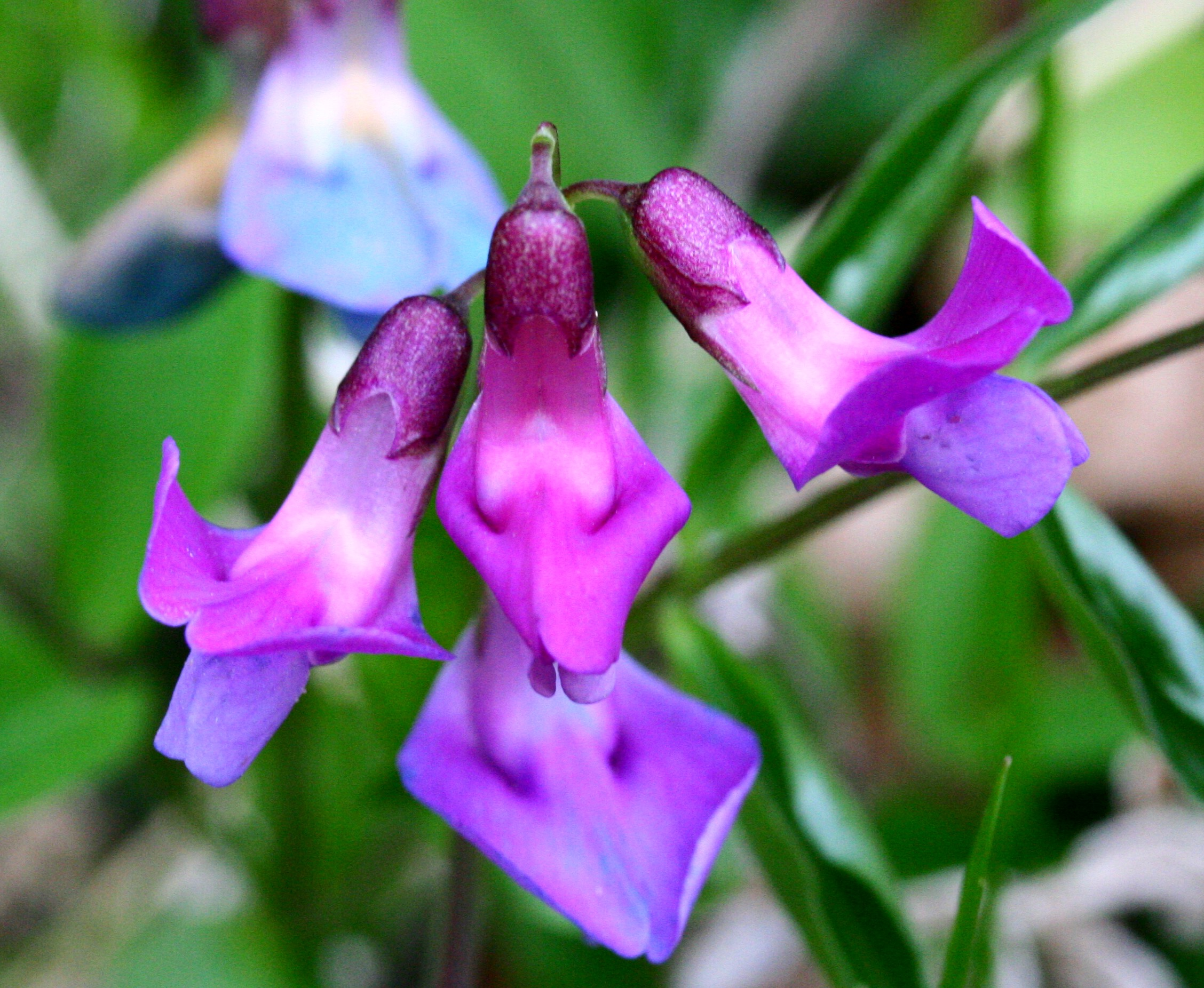
Virágai
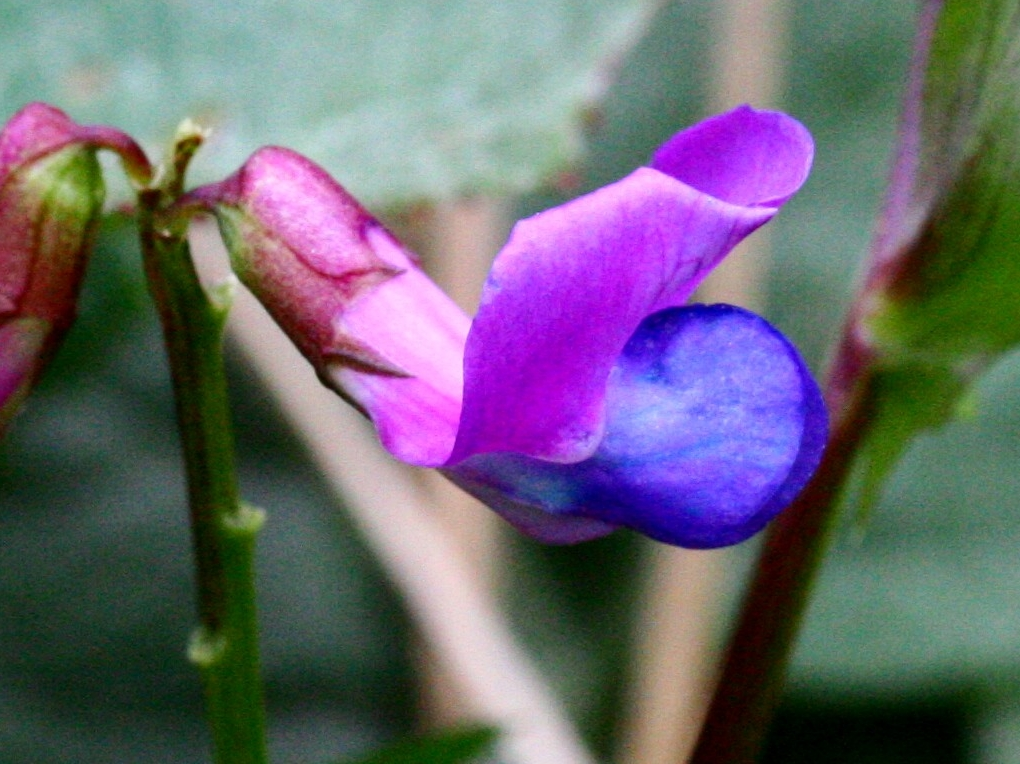
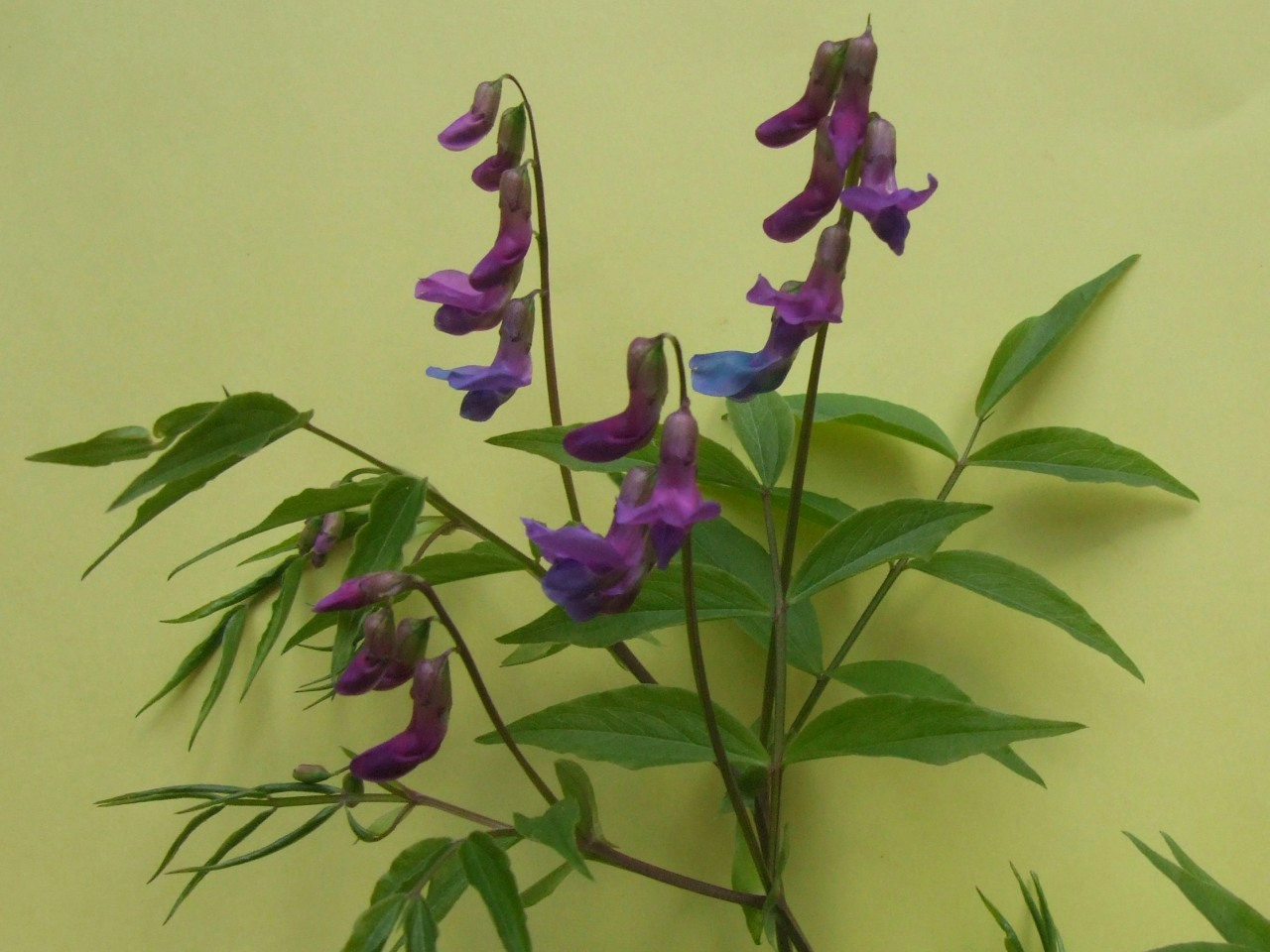
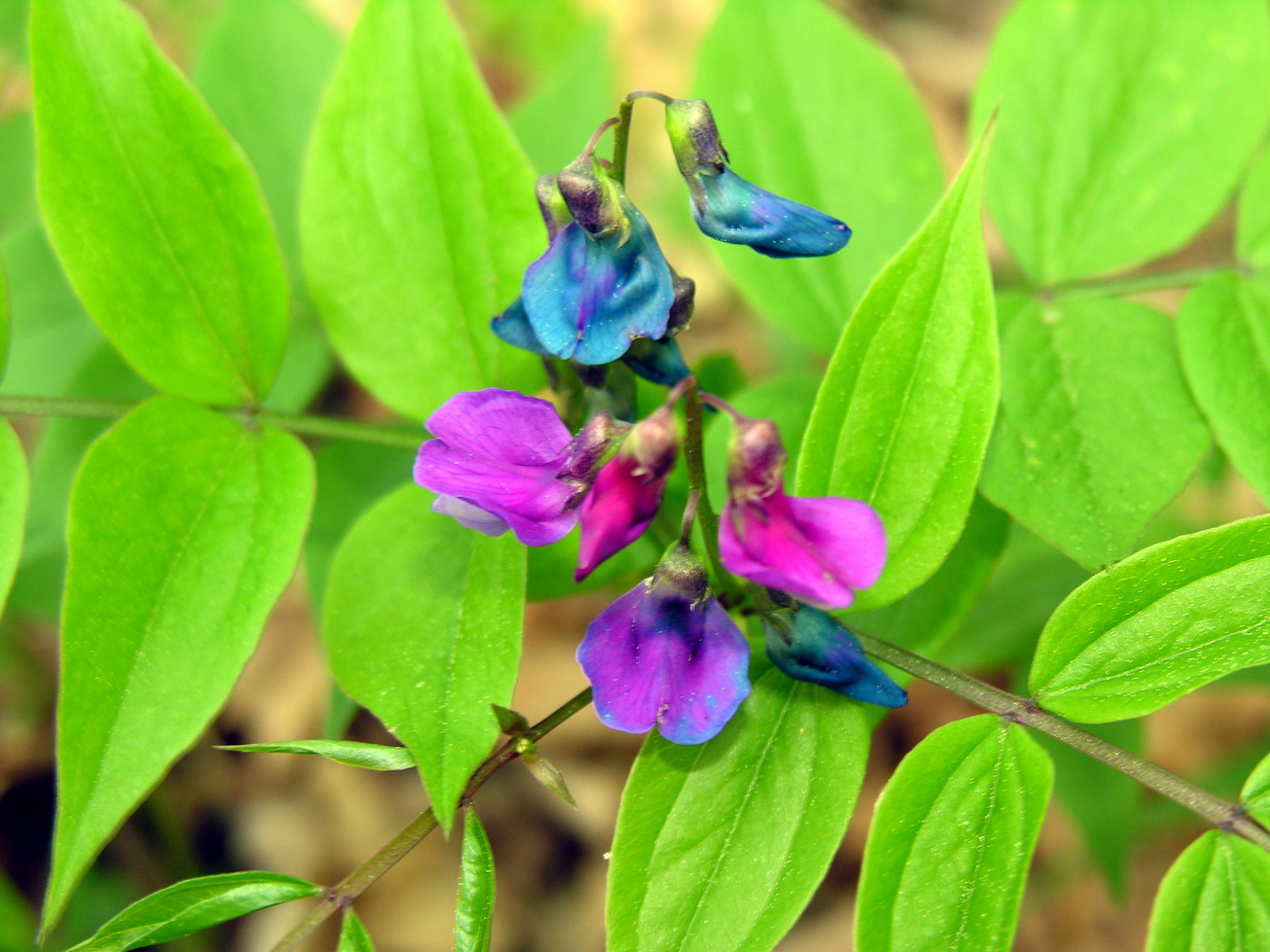
A levelei is látszanak
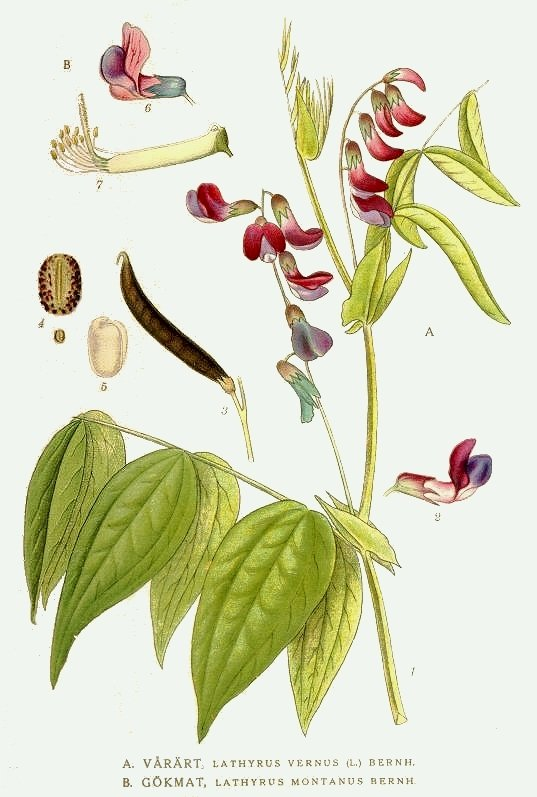
Rajz a növényről
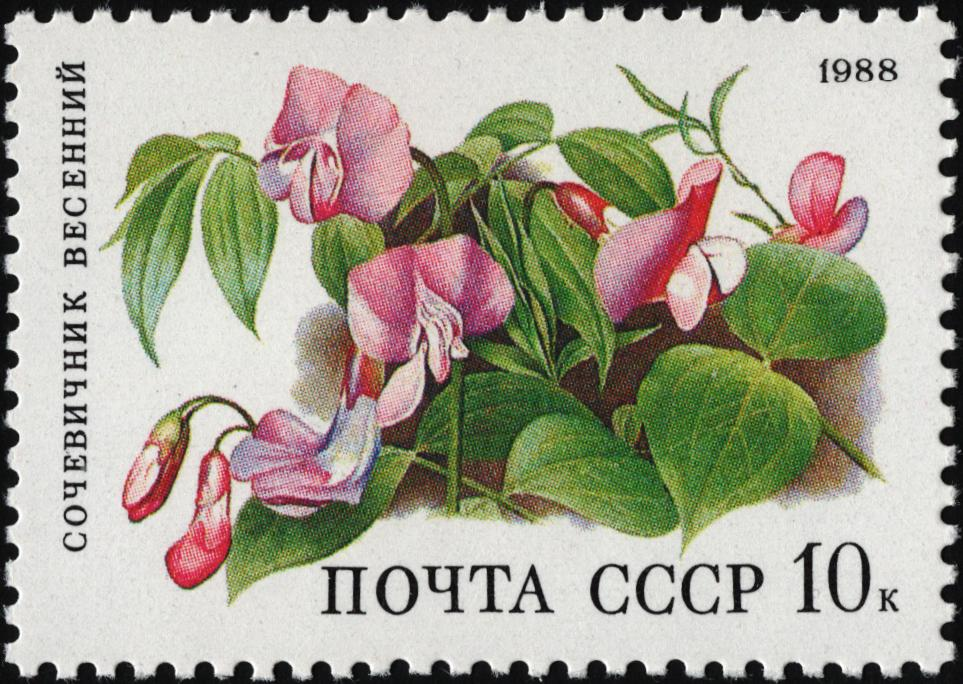
A Szovjetunió egyik bélyegén; 1988-ból